# Teucrium sauvagei
Espèce
Teucrium sauvagei est une espèce de plantes à fleurs de la famille des Lamiaceae endémique de la Tunisie.